# Malden Center (MBTA-Station)
Malden Center ist ein Haltepunkt in Malden im Bundesstaat Massachusetts der Vereinigten Staaten. Die Station bietet Zugang zur Orange Line der Massachusetts Bay Transportation Authority (MBTA) sowie zu Zügen der MBTA Commuter Rail auf der Bahnstrecke Boston–Wilmington Junction.

## Geschichte
Die Station wurde am 27. Dezember 1975 als Teil der nördlichen Erweiterung der Orange Line eröffnet, welche die Charlestown Elevated ersetzte. Schon lange bestand der Wunsch der Boston Elevated Railway, die Stadt Malden an das Netz der Orange Line anzuschließen, jedoch waren die Einwohner gegen den Bau einer zusätzlichen aufgeständerten Strecke. Daher wurden die neuen Schienenwege entlang der bestehenden Bahnstrecke nach Haverhill geführt.

## Bahnanlagen

### Gebäude
Das Gebäude befindet sich an der Pleasant Street in Malden. Der Bahnhof ist eine der wenigen verbliebenen Stationen im rapid transit-System der MBTA, die oberirdisch liegt. Die meisten anderen wurden nach dem Abriss der Atlantic Avenue Elevated, Charlestown Elevated, Washington Street Elevated und Causeway Street Elevated in den Untergrund verlegt. Seit 2004 ist die Station barrierefrei zugänglich.
Im Rahmen des Arts-on-the-Line-Projektes der MBTA werden in der Station insgesamt 32 Kunstwerke örtlicher Schulklassen auf 16 Kacheln reproduziert dargestellt. Weiterhin werden die Kunstwerke „Sunbather“ von Letia Anderson sowie „Seated Man“ von Angel Maldanado präsentiert.

## Umfeld
An der Station besteht eine Anbindung an 13 Buslinien der MBTA.